# Antoni Wierzchowski
Antoni Wierzchowski (ur. 20 grudnia 1896 w Kiekrzu, zm. 1940 w Kalininie) – komisarz Straży Granicznej, działacz niepodległościowy, ofiara zbrodni katyńskiej.

## Życiorys
Syn Józefa i Jadwigi z Jasińskich. Powstaniec wielkopolski. Od 1 lipca 1921 roku w Straży Celnej, od 1922 roku w Straży Granicznej. Służył m.in. w Poznaniu i Gniewie. Od 1938 roku do września 1939 roku zastępca komendanta Obwodu SG „Kościerzyna”.
W 1934, jako podporucznik piechoty rezerwy pozostawał w ewidencji Powiatowej Komendy Uzupełnień Grudziądz. Posiadał przydział do Oficerskiej Kadry Okręgowej Nr VIII. Był wówczas w grupie oficerów „pełniących służbę w Straży Granicznej”.
Po agresji ZSRR na Polskę w 1939 roku znalazł się w niewoli radzieckiej w specjalnym obozie NKWD w Ostaszkowie. Zamordowany przez NKWD wiosną 1940 roku w Kalininie. Pochowany w Miednoje.
26 października 2007 roku Antoni Wierzchowski został pośmiertnie awansowany na stopień nadkomisarza Straży Granicznej. Awans został ogłoszony 9 listopada 2007 w Warszawie, w trakcie uroczystości „Katyń Pamiętamy – Uczcijmy Pamięć Bohaterów”.

## Odznaczenia
- Krzyż Walecznych
- Medal Niepodległości – 16 marca 1933 „za pracę w dziele odzyskania niepodległości”[6][1][7]
- Medal Pamiątkowy za Wojnę 1918–1921
- Medal Dziesięciolecia Odzyskanej Niepodległości